# Fredløs (film fra 1935)
 For alternative betydninger, se Fredløs. (Se også artikler, som begynder med Fredløs)
Fredløs er en dansk dramafilm fra 1935, instrueret af George Schnéevoigt

## Medvirkende
- Sten Lindgren som Juhani Murtaja
- Karin Albihn som Maikki Paljaki
- Sven Bergvall som Ilmari Murtaja
- John Ekman som Boris Borodoff
- Emil Fjellström som Ivan, kosak
- Otto Landahl som Aslak
- Gull-Maj Norin som Aino
- Tekla Sjöblom som Saima Murtaja
- Teuvo Tulio som Paavo
- Robert Johnson som Matti Paljakki, storbonde